# 9М120 Атака
9М120 Атака је руска против оклопна вођена ракета (ПОВР) пореклом из Совјетског Савеза.Атака је следећа генерација у породици 9К114 Штурм. Пројектил има радио командно навођење. Примарна варијанта ове ракете је дизајнирана да уништава тенкове са композитним оклопом и експлозивним реактивним оклопом.

## Развој
Ракету 9М120 развио је инжењерски конструкторски биро Коломна, који се налази у Коломни.  Ова компанија је већ дизајнирала претходне ПОВР, као што су ракете 9М14 Маљутка и 9М114 Штурм. Радови на пројектовању почели су средином 1980-их. Атака ПОВР је дизајнирана као модел наследник и даљи развој 9К114 Штурм, који је представљен касних 1970-их. У поређењу са претходником, Атака је отпорнија на електронске противмере, има већу прецизност и домет. Новоразвијена бојева глава омогућава повећану моћ продора и ефикасност против експлозивног реактивног оклопа . Прве количине испоручене су совјетским оружаним снагама 1985. године.

## Опис
Ракета Атака је смештена у пластичној цеви ојачаној стаклом, која такође служи као њен лансер. Очигледно је да је пројектил знатно бржи од 9К114 Штурм, са већим дометом од оригиналне верзије. И даље користи радио командно навођење, али систем је побољшан у поређењу са ранијим 9К114 Штурм.
Ракету  носи више врста хеликоптера укључујући Ми-28 и Ми-35 . Такође се нуди за копнена возила као што су БМПТ и 9П149 .
Постоје три главне ракете које су компатибилне са лансирним системом. Прво је противоклопно оружје које има тандем бојеву главу за суочавање са додатним оклопом. Друга варијанта пројектила - означени као 9М120Ф - има Термобаричну бојеву главу за употребу против пешадијских положаја и бункера. Трећа варијанта 9М120 Атака је 9М220 која пружа могућност дејства против ниско-летећих и споро-летећих авиона.

## Варијанте
- 9М120 Атака радио командно навођена ракета.
  - 9М120 – Ова варијанта садржи тандем кумулативну  бојеву главу за уништавање оклопних борбених возила опремљених ЕРА оклопом.
  - 9М120Ф - Ова варијанта користи Термобаричну бојеву главу за већу ефикасност против зграда, неоклопљених циљева и бункера.
  - 9М220О – Ова варијанта је укључена са бојевом главом за употребу против летелица. Опремљена је близинским детонатором за уништавање авиона и хеликоптера. Детонира своју фрагментациону бојеву главу на мање од четири метра од мете.
  - 9М120М – Модернизована варијанта са повећаним дометом од 8.000 м. Побољшана бојева глава може да продре преко 950 mm хомогеног челика након ЕРО.
  - 9М120Д – Побољшана варијанта са дометом од 10 km.
- 9М120-1 Атака – Побољшана ракета које користе самоходна против-оклопна оруђа.[3][4]
- 9М127-1 Атака-ВМ - Нова верзија ваздух-земља за хеликоптере.[5]

| Ознака | Опис                                    | Дужина   | Пречник | Распон крила | Тежина лансирања | Вархеад                                       | Пробијање оклопа ( РХА ) | Домет      | Брзина                                    |
| ------ | --------------------------------------- | -------- | ------- | ------------ | ---------------- | --------------------------------------------- | ------------------------ | ---------- | ----------------------------------------- |
| 9М120  | Оригинална варијанта                    | 1,830 mm | 130 mm  | 360 mm       | 495 kg           | тандем-кумулативна бојева глава 74 kg         | 800 mm после ЕРО         | 0,4 – 6 km | 550 m/s (Највећа брзина )400 m/s (просек) |
| 9М120Ф | Противпешадијска варијанта              | 1,830 mm | 130 mm  | 360 mm       | 495 kg           | Термобарична бојева глава са 95 kg експлозива | /                        | 1 - 5,8 km | 550 m/s (Највећа брзина )400 m/s (просек) |
| 9М220О | Против-ваздухопловна                    | 1,830 mm | 130 mm  | 360 mm       | 495 kg           | Близински упаљач                              | /                        | 0,4 – 7 km | 550 m/s (Највећа брзина )400 m/s (просек) |
| 9М120М | Модернизована противтенковска варијанта | 1,830 mm | 130 mm  | 360 mm       | 495 kg           | 74 kg, тандем-кумулативна бојева глава        | 950 mm                   | 0,8 – 8 km | 550 m/s (Највећа брзина )400 m/s (просек) |

### Тренутни корисници
- Алжир
- Белорусија
- Бразил
- Венецуела
- Индија
- Индонезија
- Иран
- Казахстан
- Русија
- Северна Кореја
- Србија
- Словенија

### Бивши Корисници
Совјетски Савез